# Jacob Grønlykke
Jacob Grønlykke (født 6. februar 1960,) er en dansk filminstruktør og manuskriptforfatter.
Grønlykke havde sin debut som manuskriptforfatter til filmen Sekten i 1997. Året efter havde han sin debut som filminstruktør med Lysets hjerte, hvor han også skrev manuskriptet. Inden da havde Grønlykke været produktionsassistent på Thorvald og Linda (1982) og produktionsleder på Et skud fra hjertet (1986).
Udover sit film-engagement, har Grønlykke desuden ejet og drevet fødevarevirksomheden Løgismose i flere år, og han er medejer af Falsled Kro.
Jacob Grønlykke er søn af Lene Grønlykke og Sven Grønlykke, og bror til forfatteren Maria Grønlykke.

## Filmografi
- Lysets hjerte (1998, også manuskriptforfatter)
- Ude af rute (2000, også manuskriptforfatter)
- Den serbiske dansker (2001)
- Opbrud (2005, også manuskriptforfatter)